# Mühlenstraße (Wismar)

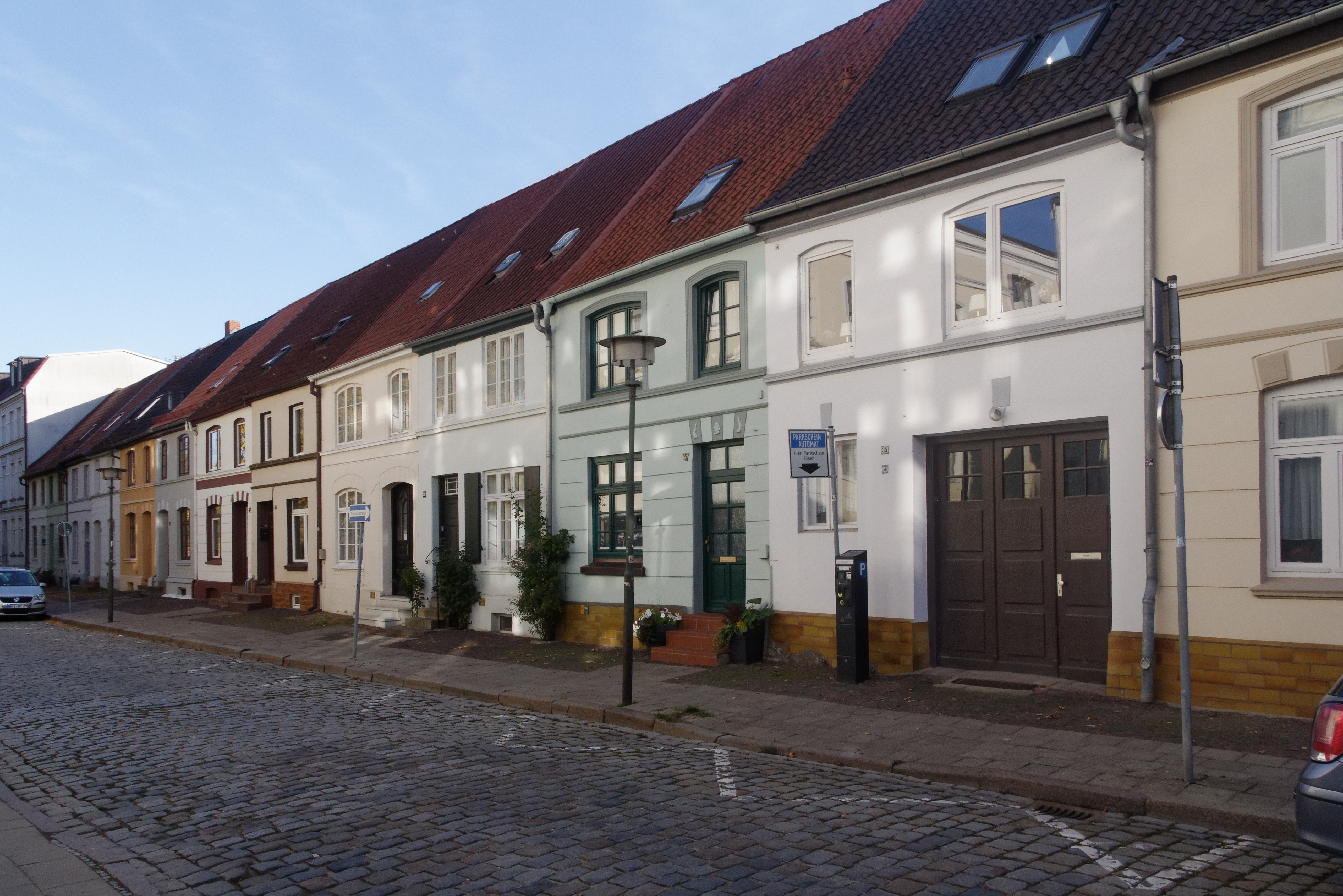
Nr. 35–57

Die historische Mühlenstraße in Wismar-Altstadt, die wie der Alte Hafen unter dem besonderen Schutz der UNESCO steht, nachdem Wismar 2002 in die Welterbeliste aufgenommen wurde.
Sie führt in West-Ost-Richtung von den Straßen Krönkenhagen / Schweinsbrücke / ABC-Straße bis zur Bahnhofstraße / Bauhofstraße und zum Lindengarten.

## Nebenstraßen

Wismar zur Zeit der Hanse

Die Nebenstraßen und Anschlussstraßen wurden benannt als Krönkenhagen um 1410 Krömekenhagen, vielleicht nach dem Wort Krome (= Kran oder Hausaufzug), Schweinsbrücke seit 1400 genannt als boven der zwinebruggen mit heute vier „glücksbringenden“ Bronzeschweinen, ABC-Straße nach der Bezeichnung der Mietshäuser von A bis M bürgerte sich der Name ABC-Straße ein, Bahnhofstraße seit 1881 nach dem Bahnhof Wismar von 1847 und Bauhofstraße seit 1876 nach dem alten Bauhof als Zusammenfassung mehrerer Straßen.

## Geschichte

### Name
Die Straße wurde seit 1272 erwähnt und benannt nach der seit 1371 städtischen Grubenmühle. Neben der Mühlenstraße gibt es noch die Straße Mühlengrube.

### Entwicklung

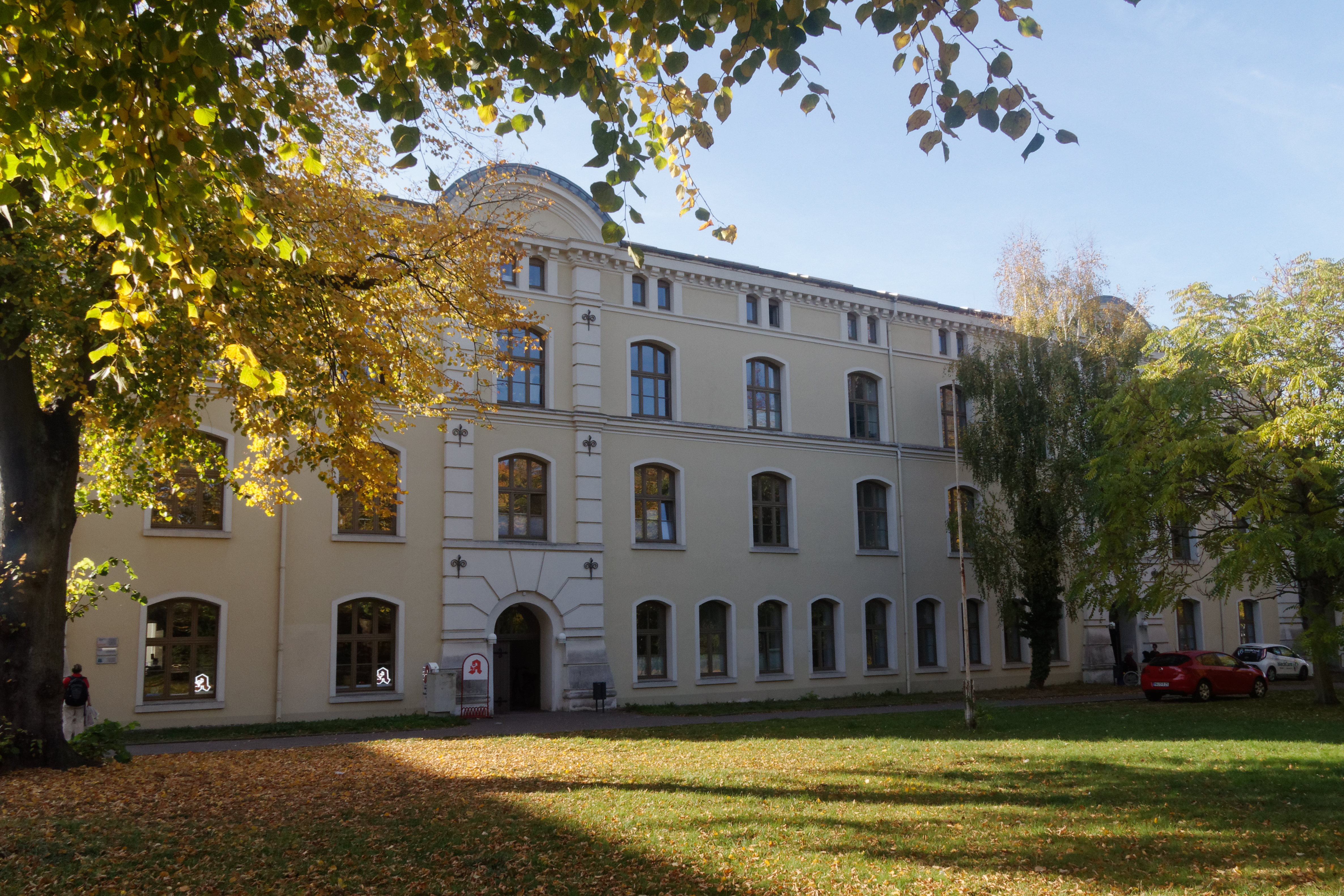
Nr. 32 ehem. Provianthaus

Wismar wurde im Mittelalter ein wichtiges Mitglied der Hanse. Ab etwa 1276 umschloss Wismar eine Stadtmauer, die im 17. Jahrhundert zur Festung Wismar ausgebaut wurde. Das ehemalige königlich-schwedische Provianthaus wurde 1690 als Teil der schwedischen Festung erbaut. Ab 1721 wurde die Stadtfestung reduziert und 1869 auch Mauer, Türme und Tore abgerissen, während das Provianthaus mit anderen Nutzungen verblieb.

## Gebäude, Anlagen (Auswahl)
An der Straße stehen zumeist zwei- bis dreigeschossige Wohnhäuser. Die mit (D) gekennzeichneten Häuser stehen unter Denkmalschutz.
- Schweinsbrücke Nr. 1–3, Ecke Mühlenstraße: 3-gesch. Hotel mit Gaststätte, das seit über hundert Jahren besteht
- ABC-Straße Nr. 21, Ecke Mühlenstraße: 2-gesch. Wohn- und Geschäftshaus mit dem mykologischen Informationszentrum Der Steinpilz zur Pilzberatung
- Nr. 17: 2-gesch. Wohnhaus mit Ferienwohnung
- Nr. 29 bis 57: fünfzehn 2-gesch. einfache Wohnhäuser (D) mit Satteldächern
- Nr. 30: neueres 3-gesch. Bürohaus mit u. a. Praxis
- Nr. 32: 3-gesch. ehem. schwedisches Arsenal und Provianthaus von 1698 (D) mit Mezzaningeschoss und seitl. 4-gesch. klassizistischen Giebel, Umbauten und Sanierungen von 1750, 1882, 1947 und 1995 als Packhaus, Kornspeicher, Kaserne, Poliklinik und Arbeitsamt; heute mit Pflegezentrum, Apotheke und Praxen.[3]